# Октет
 Тази статия е за термина от информатиката.  За музикалния термин вижте музикална група.  
Октетът (от латински и гръцки: octo – осем) е единица за цифрова информация, която е съставена от осем бита. Терминът се използва в случаите, когато използването на байт може да бъде двусмислено. За разлика от байта, за чийто размер няма стандарт, и който може да бъде 10, 12 и т.н. бита, то октетът е винаги 8 бита.
Октетът е често използван и в Request for Comments (RFC) публикации на Internet Engineering Task Force (IETF) за описване на различните видове параметри на мрежовите протоколи. Най-ранният пример е RFC 635 от 1974 г.
Също така октетът е често използван в различни бройни системи, като например в шестнадесетичната, десетичната, или осмична бройни системи. Двоичната (максимална) стойност на всички 8 бита е 11111111, шестнадесетичната е FF, десетичната е 255, а осмичната е 377.
Октетите се използват при представянето на IP адресите в компютърните мрежи. IPv4 адресите се състоят от четири октета, и обикновено се изписват чрез десетични стойности, вариращи от 0 до 255, разделени една от друга с точка ".". Например максималната стойност на един IPv4 адрес ще е 255.255.255.255.
Международният стандарт IEC 60027-2, глава 3.8.2, казва, че байтът е октет от битове.
Според Международната електротехническа комисия (IEC) от 1998 г, октетите могат да бъдат използвани със SI представки или с двоични представки.
| 1 кибиоктет (Kio)  | = 210 октета | = 1024 октета | = 1024 октета                              |
| 1 мебиоктет (Mio)  | = 220 октета | = 1024 Kio    | = 1 048 576 октета                         |
| 1 гибиоктет (Gio)  | = 230 октета | = 1024 Mio    | = 1 073 741 824 октета                     |
| 1 тебиоктет (Tio)  | = 240 октета | = 1024 Gio    | = 1 099 511 627 776 октета                 |
| 1 пебиоктет (Pio)  | = 250 октета | = 1024 Tio    | = 1 125 899 906 842 624 октета             |
| 1 ексбиоктет (Eio) | = 260 октета | = 1024 Pio    | = 1 152 921 504 606 846 976 октета         |
| 1 себиоктет (Zio)  | = 270 октета | = 1024 Eio    | = 1 180 591 620 717 411 303 424 октета     |
| 1 йобиоктет (Yio)  | = 280 октета | = 1024 Zio    | = 1 208 925 819 614 629 174 706 176 октета |

| 1 килооктет (ko) | = 103 октета  | = 1000 октета | = 1000 октета                              |
| 1 мегаоктет (Mo) | = 106 октета  | = 1000 ko     | = 1 000 000 октета                         |
| 1 гигаоктет (Go) | = 109 октета  | = 1000 Mo     | = 1 000 000 000 октета                     |
| 1 тераоктет (To) | = 1012 октета | = 1000 Go     | = 1 000 000 000 000 октета                 |
| 1 петаоктет (Po) | = 1015 октета | = 1000 To     | = 1 000 000 000 000 000 октета             |
| 1 ексаоктет (Eo) | = 1018 октета | = 1000 Po     | = 1 000 000 000 000 000 000 октета         |
| 1 сетаоктет (Zo) | = 1021 октета | = 1000 Eo     | = 1 000 000 000 000 000 000 000 октета     |
| 1 йотаоктет (Yo) | = 1024 октета | = 1000 Zo     | = 1 000 000 000 000 000 000 000 000 октета |